# Rouven Laur
Rouven Laur (* 14. Dezember 1994; † 2. Juni 2024 in Mannheim) war ein deutscher Polizeihauptkommissar. Er kam infolge des Messerangriffs in Mannheim während seiner Dienstausübung ums Leben.

## Leben
Laur wuchs in Neckarbischofsheim auf. Vier Jahre lang war er in Neckargemünd bei der Polizei tätig. In Mannheim wollte er den Aufstieg in den höheren Dienst absolvieren. Er wurde 29 Jahre alt.
Über den Bürgermeister von Neckarbischofsheim, Thomas Seidelmann, ließ die Familie von Rouven Laur nach dessen Tod der Öffentlichkeit mitteilen: „Wir werden nie verstehen warum, aber wir hoffen, dass der Tod von Rouven irgendwann auch noch einen Sinn hat.“ Dem SWR sagte Seidelmann, dass Laur ein leidenschaftlicher Polizist gewesen sei, der den Polizistenberuf gelebt habe. Beispielsweise habe er Arabisch gelernt, um den Menschen auf Augenhöhe begegnen zu können. Laur habe sich viele Gedanken gemacht, wie man Dinge, auch innerhalb der Polizei und der Gesellschaft, verändern könnte, damit die Polizei ein anderes „Standing“ habe. Bei einer öffentlichen Gedenkfeier in Neckarbischofsheim forderte er unter anderem von der Politik für Polizisten mehr Rechtssicherheit bei riskanten Einsätzen und einen anderen Umgang mit Hasskommentaren und Angriffen auf Polizisten und politische Mandatsträger.

## Tödliche Verletzung im Dienst
Am 31. Mai 2024 organisierte die Bürgerbewegung Pax Europa auf dem Marktplatz in Mannheim eine Kundgebung zur „Aufklärung über den politischen Islam“. Laur war Teil der Polizeikräfte, welche zum Schutz der Veranstaltung anwesend waren. Ein  islamistisch motivierter 25-jähriger Afghane begann, mit einem Messer auf Teilnehmer der Veranstaltung einzustechen, worauf Laur eingriff. Nachdem er einen Beteiligten aus der Gefahrensituation entfernt hatte, stach ihm der Angreifer hinterrücks mehrmals in Kopf und Nacken. Bei dem Messerangriff wurden insgesamt sechs Menschen schwer verletzt. Laur wurde wegen seiner schweren Verletzungen in ein künstliches Koma versetzt, er starb am 2. Juni 2024.

## Gedenken

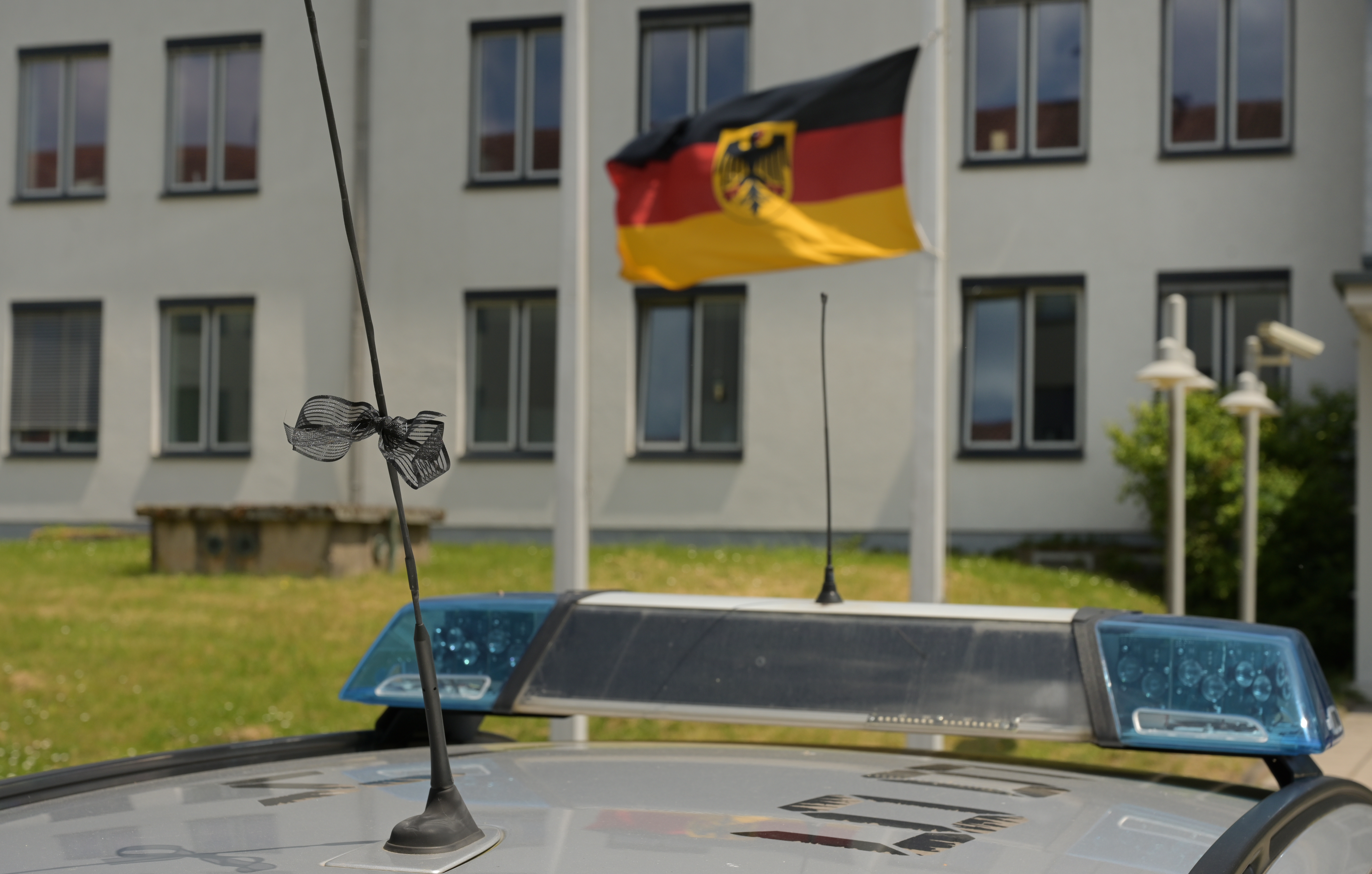
Halbmast und Trauerflor bei der Bundespolizei in Bexbach am 7. Juni 2024

In den Tagen nach dem Vorfall fanden Gedenk- und Trauerveranstaltungen in Mannheim sowie an anderen Orten der Bundesrepublik Deutschland statt. Die Abgeordneten des Deutschen Bundestages erhoben sich im Gedenken an Rouven Laur am 5. Juni 2024 zu einer Trauerminute. Auch der Hessische Landtag gedachte seiner in einer Schweigeminute. Die Stadt Mannheim widmete den Mannheimer Marktplatz für vierzehn Tage als Gedenkort für den ermordeten Rouven Laur und die anderen Opfer der Messerattacke vom 31. Mai.
Auf Initiative von Tarik Kasim aus Ulm begann am 3. Juni 2024 auf einer Plattform eine Petition für die Umbenennung des Mannheimer Marktplatzes in „Rouven L.-Marktplatz“.
Bundestagspräsidentin Bärbel Bas erinnerte vor der Bundestagssitzung am 5. Juni 2024 an den getöteten Polizisten.

„Rouven L. starb, weil er bei einer politischen Veranstaltung ein wichtiges Grundrecht unserer Demokratie verteidigte: die Meinungsfreiheit. Sein Tod erschüttert uns alle zutiefst. Unser Mitgefühl gilt seinen Angehörigen. […] Rouven L. ist für unsere freiheitliche Demokratie gestorben.“

In seiner Regierungserklärung im Bundestag nannte Bundeskanzler Scholz am 6. Juni 2024 Rouven Laur einen „jungen, heldenhaften Polizisten“.

„Er hat sein Leben eingesetzt für unsere Freiheit und unsere Sicherheit. Unsere Herzen sind schwer. Wir denken in diesen schweren Stunden voller Mitgefühl an seine Familie und Freunde.“

Zum Gedenken an Laur rief die Polizei Baden-Württemberg für Freitag, 7. Juni 2024, um 11:34 Uhr, zu einer landesweiten Schweigeminute auf. An allen Streifenwagen der Polizei in Baden-Württemberg war schon zuvor ein Trauerflor angebracht worden. Die Beflaggung an Dienstgebäuden der Polizei und des Innenministeriums wurde auf Halbmast gesetzt. Auch in anderen Bundesländern gedachten Polizisten ihres Kollegen. Eine Woche später fand ein Trauermarsch für Laur durch die Mannheimer Innenstadt statt, der von der Motorradstaffel der Polizei Baden-Württemberg angeführt wurde und mit einem von zwei Bereitschaftspolizisten getragenen großformatigen Porträt des Getöteten durch ein von der Mannheimer Feuerwehr gebildetes Spalier zog. Neben zahlreichen Polizistinnen und Polizisten nahmen auch einfache Bürger an dem Zug teil, insgesamt etwa 2000 Menschen. Unter den Politikern vor Ort waren Nancy Faeser, Winfried Kretschmann und Thomas Strobl.
Die öffentliche Trauerfeier für Rouven Laur fand am 14. Juni 2024 im Kongresszentrum Rosengarten in Mannheim statt. Zur Trauerfeier kamen etwa 2300 Menschen, darunter die Familie, zahlreiche geladene Gäste und Polizistinnen sowie Polizisten aus ganz Deutschland. Unter anderen Trauerrednern, wie dem Baden-Württembergischen Ministerpräsidenten und dem Landesinnenminister, verlas der Bürgermeister Neckarbischofsheims einen Brief der Familie Laur:

„Sein Tod ist ein brutales und für uns alle herzzerreißendes Zeichen dafür, dass in unserer Gesellschaft noch so viel verändert werden muss.“

Retrospektiv habe der Tod von Rouven Laur Mannheim auf ganz unterschiedlichen Ebenen, politisch, gesellschaftlich und zwischenmenschlich, verändert.
Am Jahrestag seines Todes fand am 31. Mai 2025 auf dem Mannheimer Marktplatz eine Gedenkveranstaltung der Stadt Mannheim und des Landes Baden-Württemberg statt, an der unter anderem der Mannheimer Oberbürgermeister Christian Specht, der baden-württembergische Innenminister Thomas Strobl und Bundesinnenminister Alexander Dobrindt teilnahmen. Nach einem interreligiösen Friedensgebet wurde eine Erinnerungstafel enthüllt, die über das Ereignis informiert, sowie eine Bodenplatte mit drei edelsteinbesetzten Sternen zum Gedenken an Laur eingeweiht. Dobrindt kniete zu Ehren des Ermordeten vor der Gedenktafel nieder.

## Rechtsstaatliche Aufarbeitung
Am 13. Februar 2025 begann vor dem Oberlandesgericht Stuttgart in Stuttgart-Stammheim unter strengen Sicherheitsvorkehrungen der Prozess gegen Sulaiman A. Ihm wird Mord sowie fünffach versuchter Mord vorgeworfen. 
Der Prozess findet im Gebäude des OLG Stuttgart auf dem Gelände der Justizvollzugsanstalt statt, in dem Verfahren mit besonderer Gefährdungslage durchgeführt werden. Die Mutter und die beiden Schwestern von Rouven Laur nahmen am Prozessauftakt als Nebenklägerinnen teil. Am 25. März 2025 legte Sulaiman A. ein Geständnis ab. Er habe es als seine religiöse Pflicht angesehen, den Islamkritiker Michael Stürzenberger zu töten. Als der den Messerangriff bei der Kundgebung überlebte, habe er gedacht: „Heute muss jemand sterben“ und auf Rouven Laur eingestochen.